# Lisa Dwan

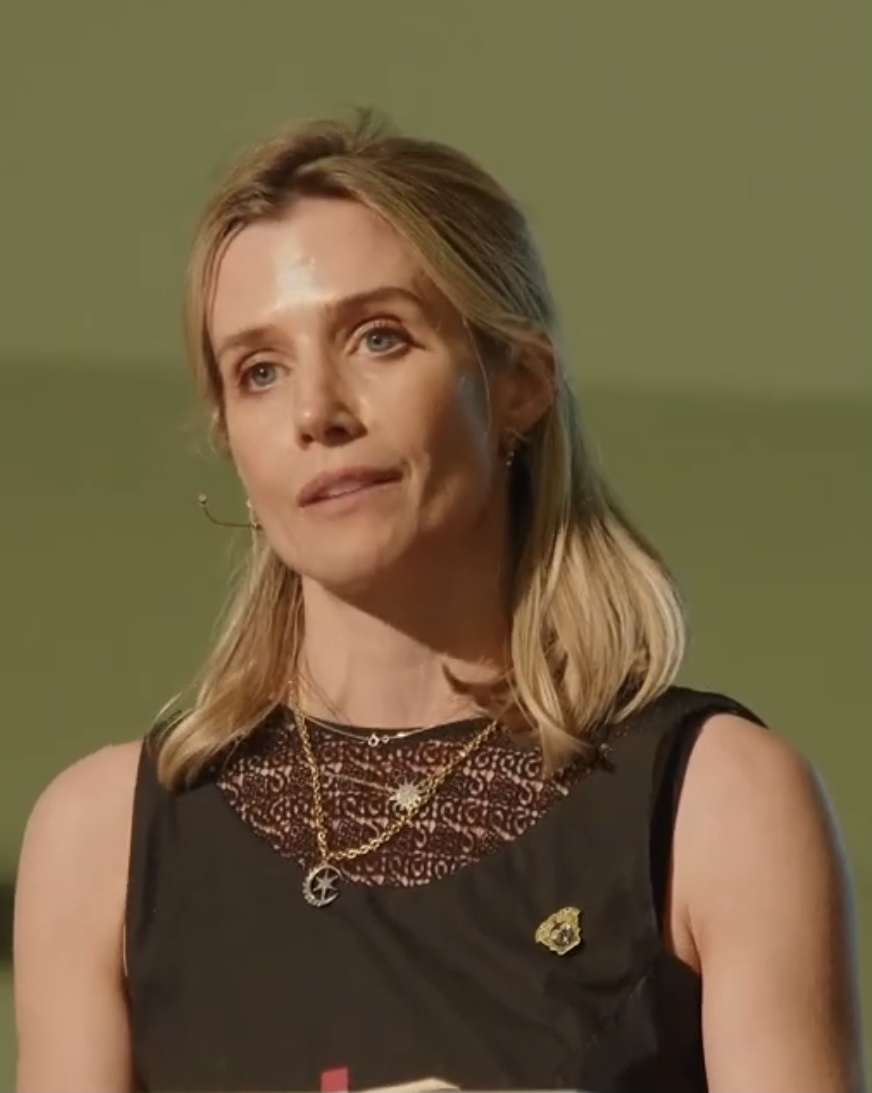
Lisa Dwan (2022)

Lisa Dwan (* 25. November 1977 in Coosan, Athlone, Co. Westmeath) ist eine irische Schauspielerin.

## Leben
Dwan wollte ursprünglich Balletttänzerin werden und beendete die Schule im Alter von 14 Jahren, nachdem sie ein Stipendium für eine Ballett-Schule in Leeds gewann.
In ihrem ersten Film, Oliver Twist von 1997, spielte sie die Rolle der Agnes an der Seite von Elijah Wood und Richard Dreyfuss.
Dwans erste Serienrolle war 1998 die Hauptrolle der Prinzessin Deirdre in der 50 Episoden umfassenden Kinder-Fantasy-Serie Mystic Knights – Die Legende von Tir Na Nog. 2004 spielte in fünf Folgen die Rolle der Orla in der irischen Serie The Big Bow Wow. Von 2006 bis 2007 übernahm sie die Rolle der Zoe Burke in 21 Folgen der Seifenoper Fair City und 2008 trat sie in der achtteiligen britischen Serie Rock Rivals auf.
Vom 15. Juli bis 7. August 2005 übernahm sie erstmals die Hauptrolle in Samuel Becketts Not I im Londoner Battersea Arts Centre. Den Monolog spricht sie seither in Vorstellungen zusammen mit den Beckett-Stücken Footfalls (Tritte) und Rockaby.
Seit 2019 spielt sie in der britischen Krimi-Drama-Serie Top Boy (Netflix) die Rolle der Drogenlieferantin Lizzie.

## Filmographie (Auswahl)
- 1998–1999: Mystic Knights – Die Legende von Tir Na Nog